# Maestro della Maddalena

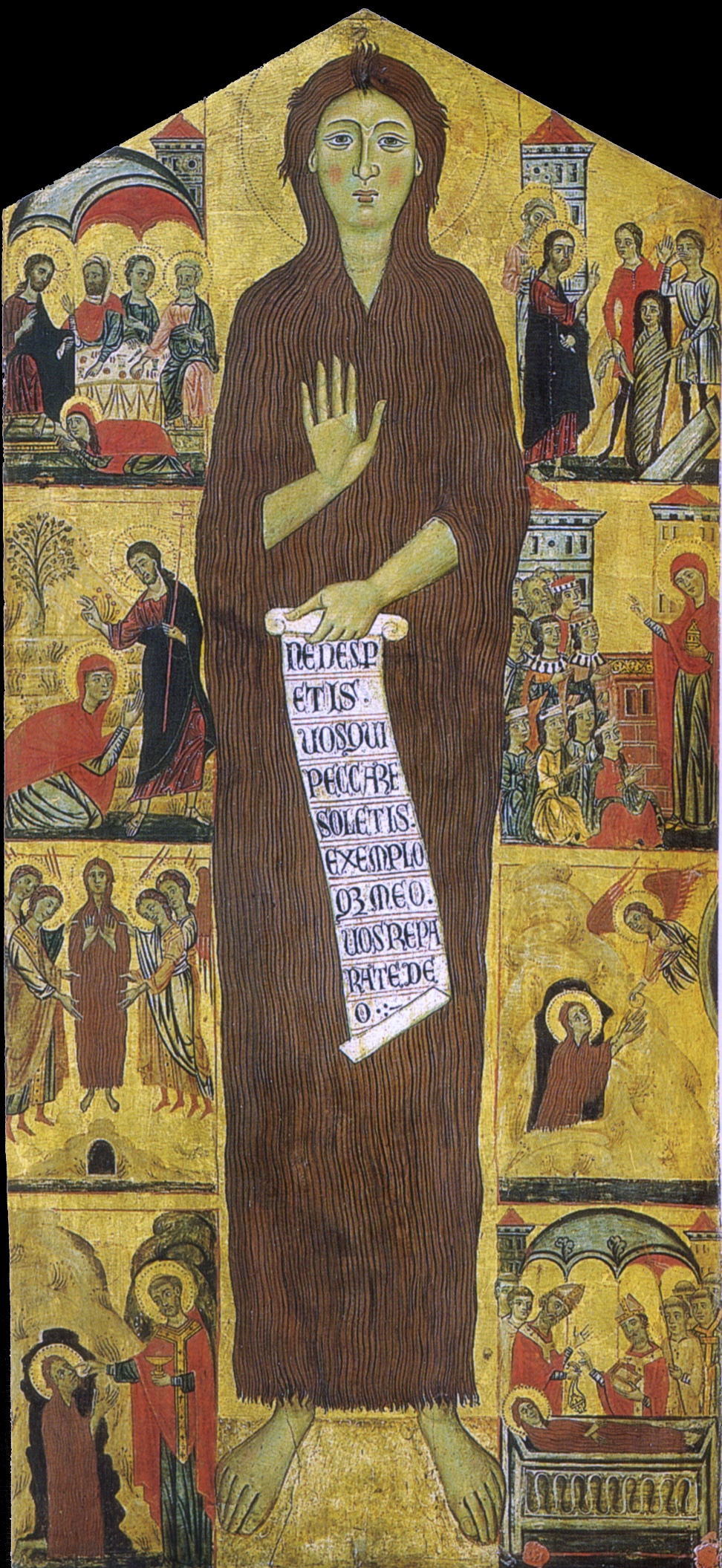
Maddalena penitente e otto storie della sua vita, 1280-1285 circa

Il cosiddetto Maestro della Maddalena (fl. XIII secolo) è stato un pittore anonimo italiano dell'area fiorentina, attivo nella seconda metà del Duecento.

## Biografia
In nome gli è stato assegnato a partire dalla grande tavola della  Maddalena penitente e otto storie della sua vita  conservata alla Galleria dell'Accademia di Firenze. Tra le principali caratteristiche del suo stile l'incisività nel creare scenette narrative e l'attenzione al particolare, con le quali compensa una certa disarmonia nelle figure, la ripetizione sistematica delle tipologie dei volti e una certa macchinosità nelle composizioni.
Secondo Miklós Boskovits, nella sua bottega si formò Grifo di Tancredi.

## Opere
A questo maestro vengono attribuite varie opere:
- Trittico della Madonna tra santi e storie della vita di Cristo, 1270 circa, tempera e oro su tavola, 40,6x56,6 cm, Metropolitan Museum, New York
- Maddalena penitente e otto storie della sua vita, 1280-1285 circa, tempera e oro su tavola, 178x90 cm, Galleria dell'Accademia, Firenze
- San Luca, 1280-1285 circa, tempera e oro su tavola, 132x50 cm, Galleria degli Uffizi, Firenze
- Madonna col Bambino in trono, 1280-1290 circa, chiesa di San Fedele, Poppi
- Frammento di Madonna col Bambino, Metropolitan Museum, New York
- Alcuni mosaici della cupola del Battistero di Firenze

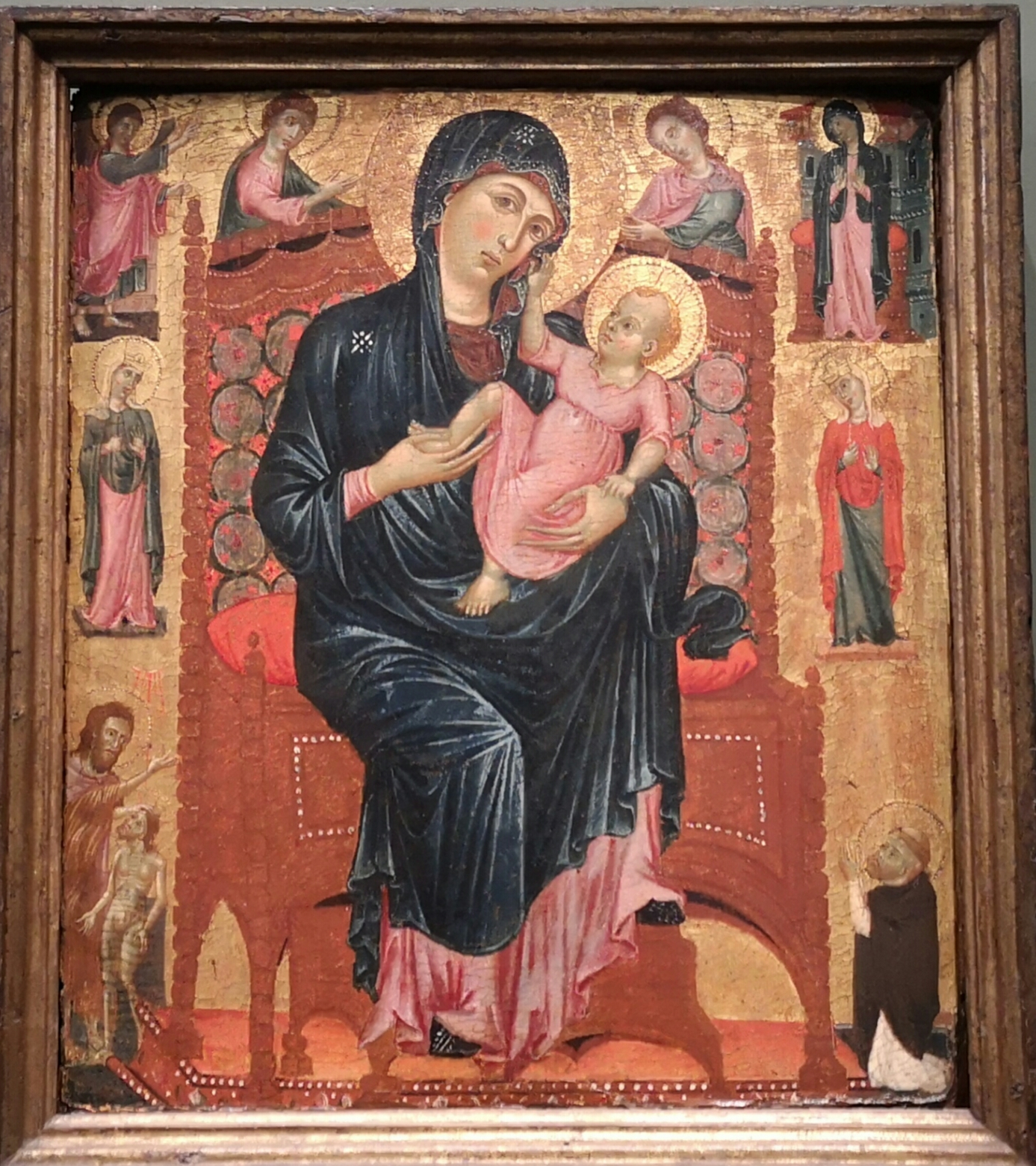
Madonna col Bambino, collezione Alana, Newark.